# Chata Kotař
Chata Kotař se nachází na mýtině ve vzdálenosti 0,5 km pod vrcholem Lipí v obci Morávka. Ubytování aktuálně prochází rekonstrukcí. Restaurace je otevřena aktuálně pátek, sobota, neděle celý rok. 

## Historie
První myšlenky o výstavbě horské chaty se vyskytly na přelomu 19. a 20. století, vize turistického spolku Beskidenverein však nebyla uskutečněna. Až v letech 1934 až 1936 bývalý ostravský horník Ignác Gřunděl postavil pod Lipím dnešní chatu, která nesla jeho jméno - Gřundělova chata. V roce 1938 se chata dostala na území zabrané Polskem, v roce 1939 se stala součástí německé Třetí říše. V  roce 1942 Němci chatu, ležící u hranic mezi Německem a Moravou, uzavřeli. Po válce patřila chata škole v Dětmarovicích, později JZD Bolatice.
Po roce 1989 chata, už delší dobu známá jako Na Kotaři, často měnila majitele s různými úmysly.

## Dostupnost
Chata je dostupná po turistických trasách:
- po  modré turistické značce z Morávky (3,5 km od turistického rozcestníku poblíž obecního úřadu po jižním až jihozápadním svahu Lipí)
- po  modré turistické značce z Komorní Lhotky (6 km z náměstí podél toku Ráztoky a od rozcestníku Odnoha stoupá ze severu k hřebeni Smrčinsko-čepelského hřbetu k rozcestníku Kotař, rozc., a odtud východně)
- Zkratka od sauny v Komorní Lhotce: k rozcestníku Kotař buď přes vrchol Kyčera 769 m nebo silnicí údolím Stonávky a západním svahem Kyčery dvěma alternativními lesními cestami.
- po  červené turistické značce z Dobratic (kolem chaty na Prašivé)
- po  červené turistické značce z Morávky Úspolka kolem chaty Slavíč a chaty na Ropičce